# Leptopogon amaurocephalus
El orejero coronipardo  (Leptopogon amaurocephalus) es una especie de ave paseriforme de la familia Tyrannidae perteneciente al género Leptopogon. Es nativa de la América tropical (Neotrópico) donde habita desde México, a través de América Central, hasta el centro sur de América del Sur.

## Nombres comunes
Se le denomina también atrapamoscas orejinegro (en Colombia), mosquerito cabecipardo (en Costa Rica), mosqueta corona parda (en Argentina), mosquero corona sepia (en Honduras), mosquero gorra parda (en México, mosquero gorripardo (en México), mosquitero cabecipardo (en Nicaragua), mosquerito de gorro sepia (en Perú), cabezudo (en Paraguay y Brasil) o levanta alas gorro sepia (en Venezuela).

## Distribución y hábitat
Se distribuye de forma disjunta desde el sur de México, por Belice, Guatemala, Honduras, Nicaragua, Costa Rica, Panamá, Colombia, Venezuela, Guyana, Surinam, Guayana Francesa, norte de Brasil, este de Ecuador, este de Perú, Bolivia, hasta el noroeste de Argentina; y centro y sur de Brasil, Paraguay, hasta el noreste de Argentina. Está ausente de la mayor parte de la Amazonia brasileña.
Esta especie puede ser poco común a localmente bastante común en sus hábitats naturales: el estrato bajo de bosques húmedos y semi-húmedos, principalmente por debajo de los 1100 m de altitud.

## Descripción
Mide 14 cm de longitud. Corona parda; garganta, mejillas y pecho grisáceos, con matices oliváceos en el pecho y a los lados y de color ante en las mejillas; presenta una medialuna auricular negra; dorso verde oliva; alas y cola pardas; vientre amarillento.
Su llamado, alto y característico, parece provenir de un ave más grande, da una especie de carcajada fuerte y relativamente larga, con las notas bien separadas. Posa en una rama, inclinándose de lado. Acostumbra elevar un ala.

## Alimentación
Caza insectos en vuelo y debajo de las hojas.

## Reproducción
Construye un nido, de forma redonda, muy elaborado con una gran masa de material vegetal, colgada de raíces de árboles caídos o en barrancos. La entrada es lateral, con una protección encima. La hembra pone dos o tres huevos.

## Sistemática

### Descripción original
La especie L. amaurocephalus fue descrita por primera vez por el ornitólogo suizo Johann Jakob von Tschudi en 1846 bajo el mismo nombre científico; su localidad tipo es: «São Paulo, Brasil». Algunos autores atribuyen la autoría al ornitólogo alemán Jean Cabanis.

### Etimología
El nombre genérico masculino «Leptopogon» se compone de las palabras del griego «leptos» que significa ‘fino, esbelto’, y « pōgōn,  pōgōnos» que significa ‘barba, vibrisas’; y el nombre de la especie «amaurocephalus» se compone de las palabras del griego «amauros» que significa ‘pardo, moreno’, y «kephalos» que significa ‘de cabeza’.

### Taxonomía
Las formas descritas L. a. faustus Bangs, 1907 y L. a. obscuritergum J.T. Zimmer & Phelps, 1946, se consideran sinónimos de pileatus y de orenocensis, respectivamente.

### Subespecies
Según las clasificaciones del Congreso Ornitológico Internacional (IOC)  y Clements Checklist/eBird v.2021 se reconocen seis subespecies, con su correspondiente distribución geográfica:
- Leptopogon amaurocephalus pileatus Cabanis, 1866 – del sur de México hasta Costa Rica y Panamá.
- Leptopogon amaurocephalus idius Wetmore, 1957 – isla Coiba, Panamá.
- Leptopogon amaurocephalus diversus Todd, 1913 – Sierra Nevada de Santa Marta y valle del Magdalena del norte de Colombia y oeste de Zulia, Venezuela.
- Leptopogon amaurocephalus orinocensis J.T. Zimmer & Phelps, 1946 – de Venezuela al extremo noreste de Brasil.
- Leptopogon amaurocephalus peruvianus P.L. Sclater & Salvin, 1868 – del este de Colombia hasta el norte de Bolivia.
- Leptopogon amaurocephalus amaurocephalus Tschudi, 1846 – sureste de Brasil al este de Paraguay, norte de Argentina y este de Bolivia.